# Battaglia di Quramati
La Battaglia di Quramati ebbe luogo a est del fiume Eufrate tra l'esercito egiziano e l'esercito babilonese. La battaglia si concluse con la sconfitta dei Babilonesi.

## Antefatti
Quando la capitale assira Ninive fu invasa dai Medi, dagli Sciti, dai Babilonesi e dai loro alleati nel 612 a.C., gli Assiri spostarono la loro capitale ad Harran. Quando Harran fu catturata dall'alleanza nel 609 a.C., ponendo fine all'Impero assiro, i resti dell'esercito assiro si unirono a Carchemish, una città sotto il dominio egiziano, sul fiume Eufrate. L'Egitto, allora sotto il dominio di Necao II, era alleato con il re assiro Assur-uballit II e marciò nel 609 a.C. in suo aiuto contro i Babilonesi.

## Battaglia
L'esercito egiziano si mosse nella primavera del 606 a.C. per assediare e occupare Kimuhu. "Nebulaser non aiutò il suo esercito assediato a Kimoho, forse per paura che l'esercito babilonese perisse a causa del rischio che avrebbe corso attraversando il fiume Eufrate e incontrando l'esercito egiziano a ovest del fiume". La città di Kimuhu cadde nelle mani degli egiziani dopo essere stata assediata per un periodo di quattro mesi. In risposta a ciò, l'esercito babilonese si accampò nella città di Quramati e nel settembre del 606 a.C. le forze babilonesi attraversarono il fiume e presero il controllo della città di Chondari, ma la risposta egiziana arrivò rapidamente con un contrattacco, poiché l'esercito egiziano attraversò il fiume e occupò la città di Quramati. L'esercito babilonese si ritirò dall'ovest dell'Eufrate temendo che l'esercito egiziano li avrebbe assediati e eliminati completamente.